# Moravammina
Moravammina es un género de foraminífero bentónico de la familia Moravamminidae, de la superfamilia Moravamminoidea, del suborden Fusulinina y del orden Fusulinida. Su especie tipo es Moravammina segmentata. Su rango cronoestratigráfico abarca desde el Givetiense (Devónico medio) hasta el Frasniense (Devónico superior).

## Clasificación
Moravammina incluye a las siguientes especies:
- Moravammina carbonica †
- Moravammina koktjubensis †
- Moravammina segmentata †
- Moravammina simplex †

Otras especies consideradas en Moravammina son:
- Moravammina aspera †, de posición genérica incierta
- Moravammina plena †, de posición genérica incierta
- Moravammina constricta †, de posición genérica incierta